# Turistajelzések Romániában

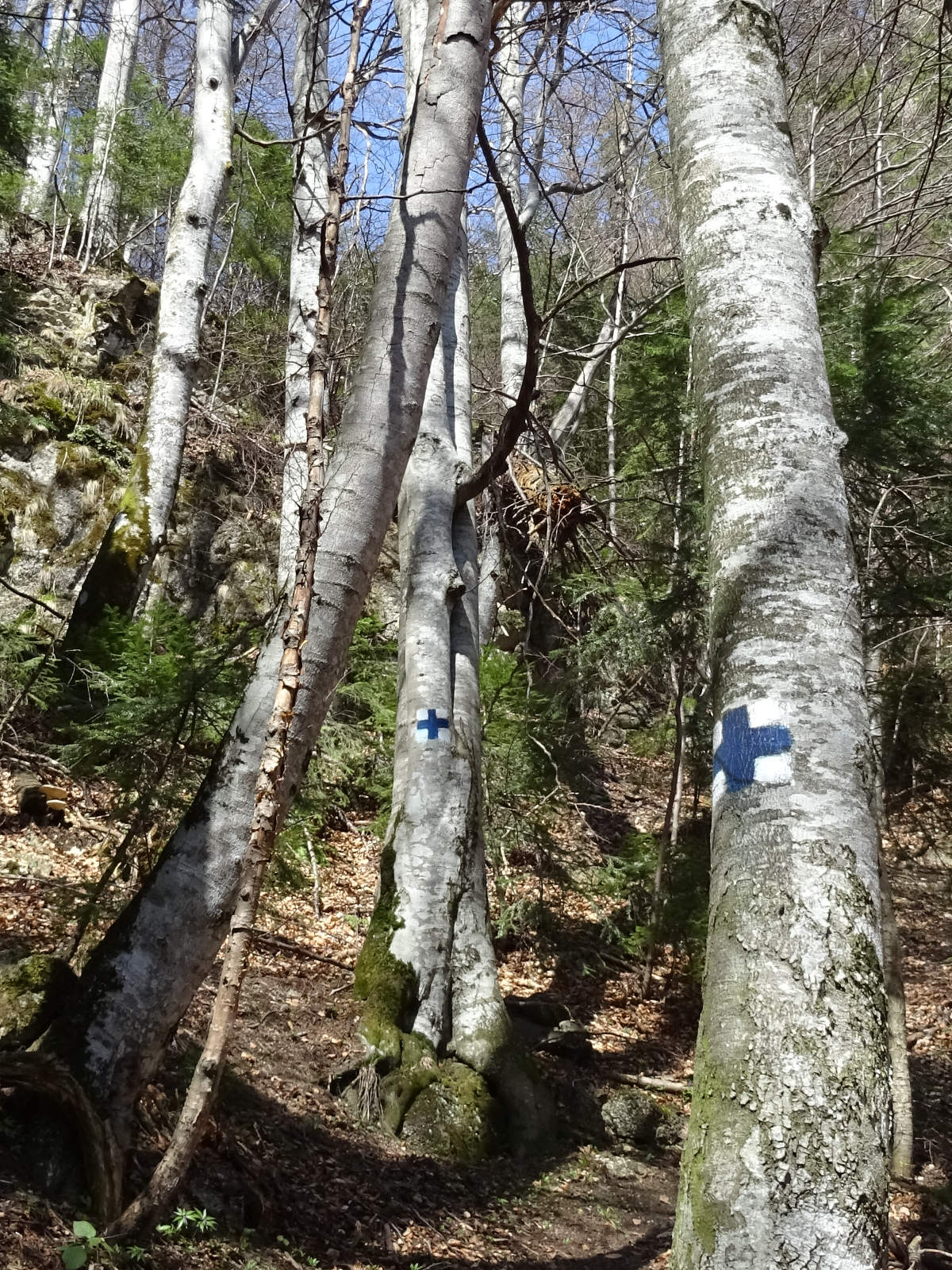
Kék kereszt jelzések egy Keresztényhavasra vezető ösvényen

A Romániában használatos turistajelzések a turistautak azonosítására illetve végigkövetésére szolgálnak.

## Turistajelzések

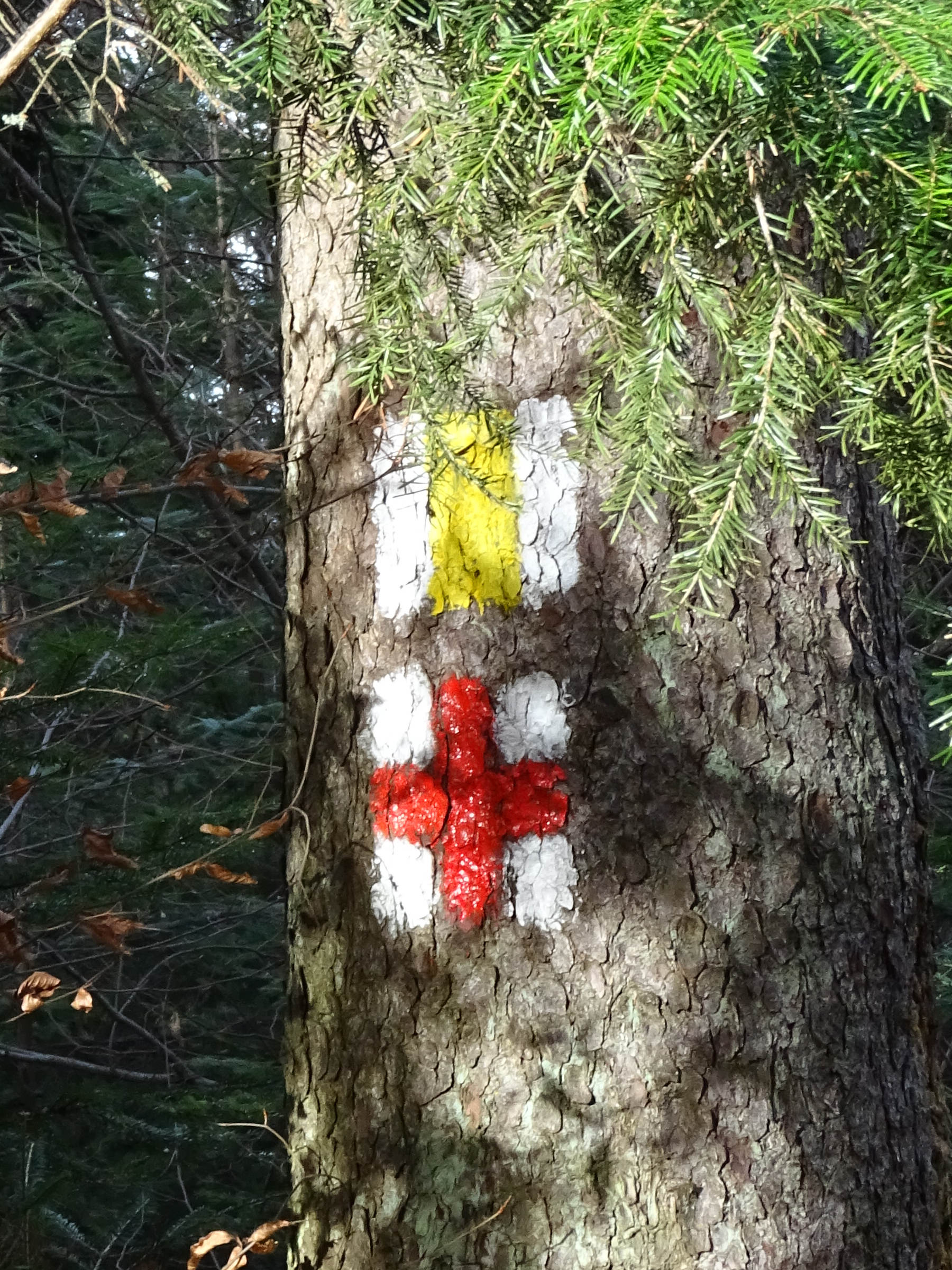
Fa törzsére festett jelzések

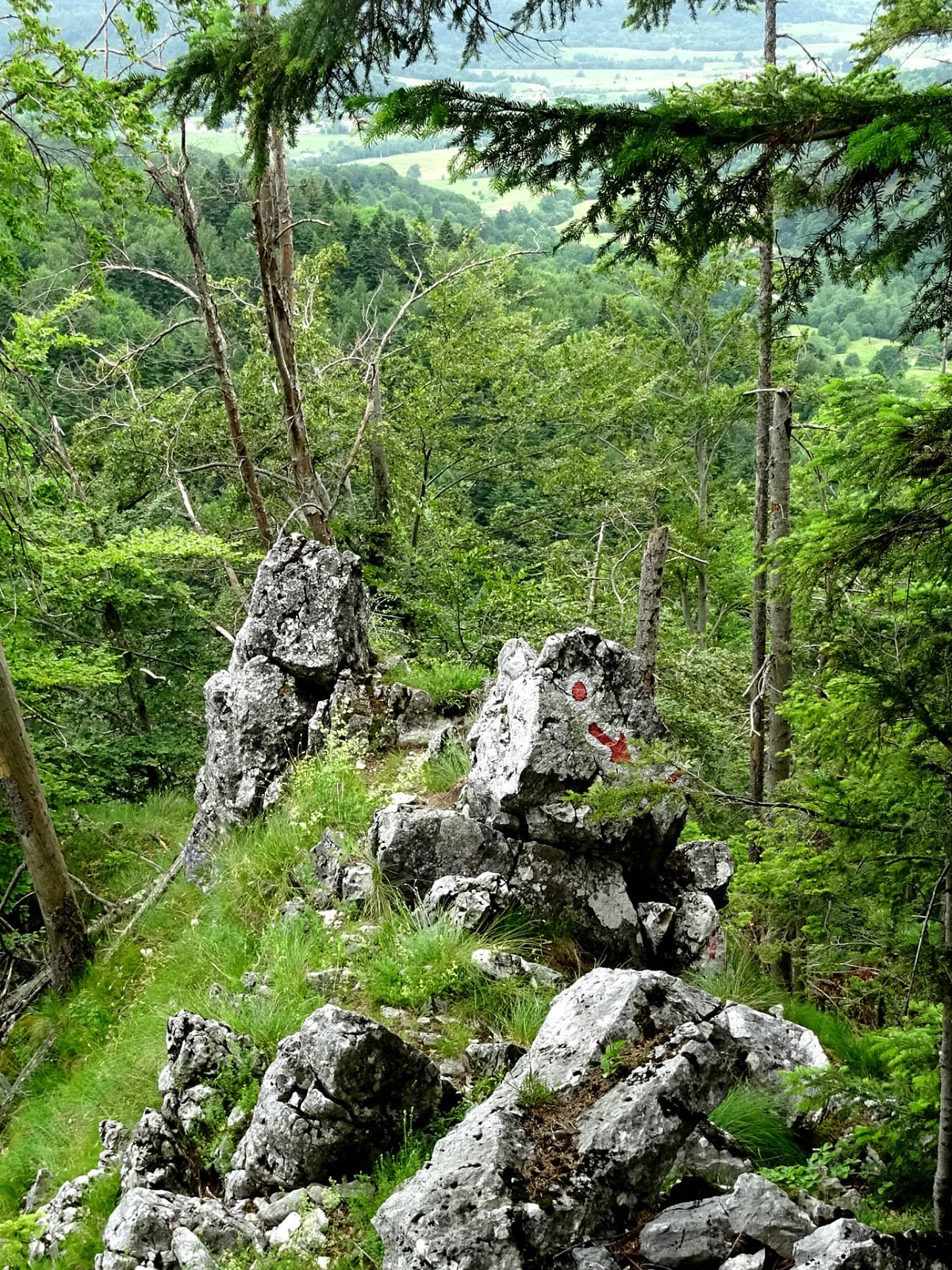
Kőre festett piros pont jelzés, és az útvonal irányát jelölő nyíl

Románia területén az első jelölt turistaút a Királykő-hegység Spirla-menedék – Gerenda/Grind-nyereg útvonala volt, melyet Friedrich Deubel járt be legelőször, majd 1887-ben piros festékkel meg is jelölt.
A 20. század első felében a turistautakat színes alapra festett színes forma jelölte (például sárga alapon zöld sáv, vagy kék alapon sárga kereszt). A jelenleg is használatos rendszert 1945-ben dolgozták ki; az alap színe mindig fehér, a forma pedig piros, kék, vagy sárga. A felfestett jelek felülete megközelítőleg 20 x 20 centiméter. A hivatalos turistautakat a Román Nemzeti Turisztikai Hatóság (Autoritatea Naţională pentru Turism) hagyja jóvá.

### Típusai
A jelzések formája a következő lehet:
- függőleges sáv fehér alapon (B = bandă): a fő útvonalakon (magisztrálokon) alkalmazzák, melyek általában városokat, hegycsúcsokat kötnek össze, és hegygerinceken haladnak
- egyenlő szárú kereszt fehér alapon (C = cruce): a fő útvonalakból ágaznak el, azokat keresztezik
- háromszög fehér alapon (T = triunghi): másodlagos útvonalak
- pont fehér alapon (P = punct): másodlagos útvonalak

A jelzések színe a következő lehet:
- piros (R = roșu)
- kék (A = albastru)
- sárga (G = galben)

Vagyis 12 különféle jelzés alkalmazható. Leírásokban a jelzést a forma és a szín betűkódjaival jelölik. Például BG = sárga sáv, CR = piros kereszt.
A jelzés színének és formájának nincs köze az útvonal hosszához, irányához, nehézségéhez, vagy a keresztező útvonalakhoz.

### Elhelyezésük
Ahol az lehetséges, a jelzéseket szemmagasságban fák törzsére, kövekre, sziklákra, kerítésekre, oszlopokra festik. Ha egyik lehetőség sem adott (például legelőkön, tisztásokon), akkor fém oszlopokon elhelyezett kis táblák jelölik a követendő útvonalat. Közös szakaszokon a jelzéseket függőlegesen egymás alá festik. Az alkalmazott festék fényvisszaverő és ellenáll az időjárás viszontagságainak.
A jelzéseket ideális esetben úgy helyezik el, hogy bármelyiktől mindig látsszanak a következők, az útvonal mindkét irányában. Ha az út jól követhető, és nem áll fönn az eltévedés veszélye, a jelek ritkábbak is lehetnek.
Ha az útvonal iránya nem egyértelmű, a helyes irányt a turistajelzéssel azonos színű, fehér alapon elhelyezett nyíllal jelölik.
Emelkedő útnál a jelzéseket lehetőség szerint az ösvény bal oldalán, ereszkedő útnál a jobb oldalán helyezik el.
Ha egy turistautat megszüntetnek, a jelzéseket eltávolítják, vagy fehér X jellel áthúzzák őket.

## Táblák

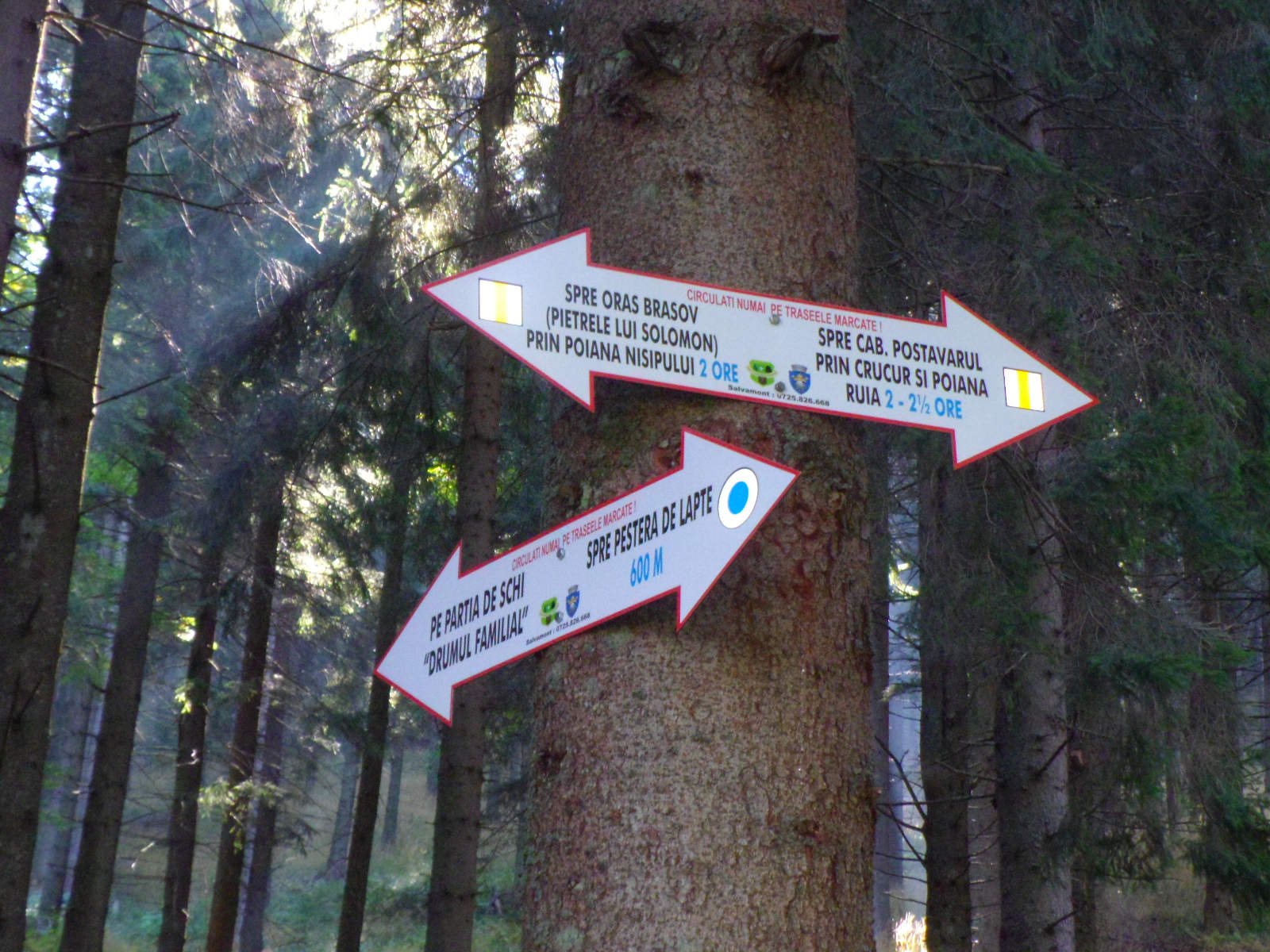
Útjelző táblák; jól látható a jelek fényvisszaverő festéke

A turistautak és az erdészutak kezdetén, végén, az elágazásoknál és a főbb iránypontoknál fém táblákat helyeznek el, melyeken feltüntetik a jelzést, az irányt, az útvonalat, és a végigjáráshoz szükséges időtartamot.

## Egyéb jelzések

### Erdészeti
Turistajelzések hiányában a fákra festett erdészeti jelzések alapján is lehet tájékozódni:
- egy függőleges piros sáv (fehér alap nélkül): parcellák határai, melyek gerincek és vízfolyások medrei mentén húzódnak, továbbá az olyan oldalakon, melyek a gerincről egy vízfolyás felé ereszkednek. A sávokat követve előbb-utóbb eljutunk egy patak völgyéig, azt követve pedig egy településig.
- egy vízszintes piros sáv: al-parcellák határai, tájékozódási szempontból nincs jelentőségük.
- vízszintes piros-fehér-piros sávok: erdészeti határkő.
- két függőleges piros sáv: erdészeti határköveket összekötő útvonalakat jelöl.
- piros H betű: vízválasztó gerinc.

### Kerékpáros
A hegyikerékpáros utakat hivatalosan fehér alapra festett C betű jelzi. A kerékpárosok emellett több nemhivatalos jelzést is alkalmaznak: narancs, rózsaszín, zöld pontok és nyilak.

### Vándorutak
A Mária-út különböző szakaszait fehér alapra festett piros, lila, kék, sárga, vagy zöld M jelzi, a Via Transilvanica útvonalát pedig fehér és narancs színekkel festett, körbe zárt T.

### Figyelmeztető jelzések
A sárga-fekete sakktáblaszerű négyzetek lavinaveszélyt jeleznek.

### Természetvédelmi területek
A természetvédelmi területek határát fehér alapra festett piros vagy kék négyzet jelzi. Ezek nem útvonalak, és általában nem követhetőek.